# Pietro Leone Casella
Pietro Leone Casella est un historien, antiquaire et poète latin du XVIe siècle.

## Biographie
Pietro Leone Casella est né, non pas à Aquilée, comme on l’a écrit, mais à L'Aquila, dans les Abruzzes. Luca Contile, dans une de ses lettres écrite en 1562, loue ses talents, ses qualités estimables, et la connaissance parfaite qu’il a acquise, dans une extrême jeunesse, de la langue et de la poésie latines. En supposant que Casella eût alors vingt ou vingt-deux ans, il était donc né vers 1540 ou 1542. On ignore l’époque de sa mort. Son ouvrage de Primis Italiæ Colonis parut pour la première fois à Lyon, en 1606, in-8°, et fut ensuite inséré dans le 1er volume du recueil des historiens d’Italie publié par Grævius et Burmann. Il est suivi, dans l’édition de Lyon, d’un opuscule du même genre : de Tuscorum Origine et Republica Florentina, des éloges de quelques illustres artistes et d’un recueil d’épigrammes et d’inscriptions. La latinité de ces divers écrits ne justifie pas tout à fait les éloges de Luca Contile, et, dans son premier ouvrage, l’auteur ne montre pas toujours une critique extrêmement sûre. Il rejette, il est vrai, comme supposés, les auteurs publiés par Annius de Viterbe ; mais il donne comme réelles certaines suites généalogiques des premiers rois d’Italie, qui ne sont pas moins fabuleuses. Il fait peu d’usage des monuments ; ses assertions sont souvent dépourvues de preuves suffisantes. Enfin, au jugement de Tiraboschi, après tout ce qui avait déjà paru sur les antiquités de l’Italie, on devait attendre quelque chose de meilleur.